# 캅카스 알바니아

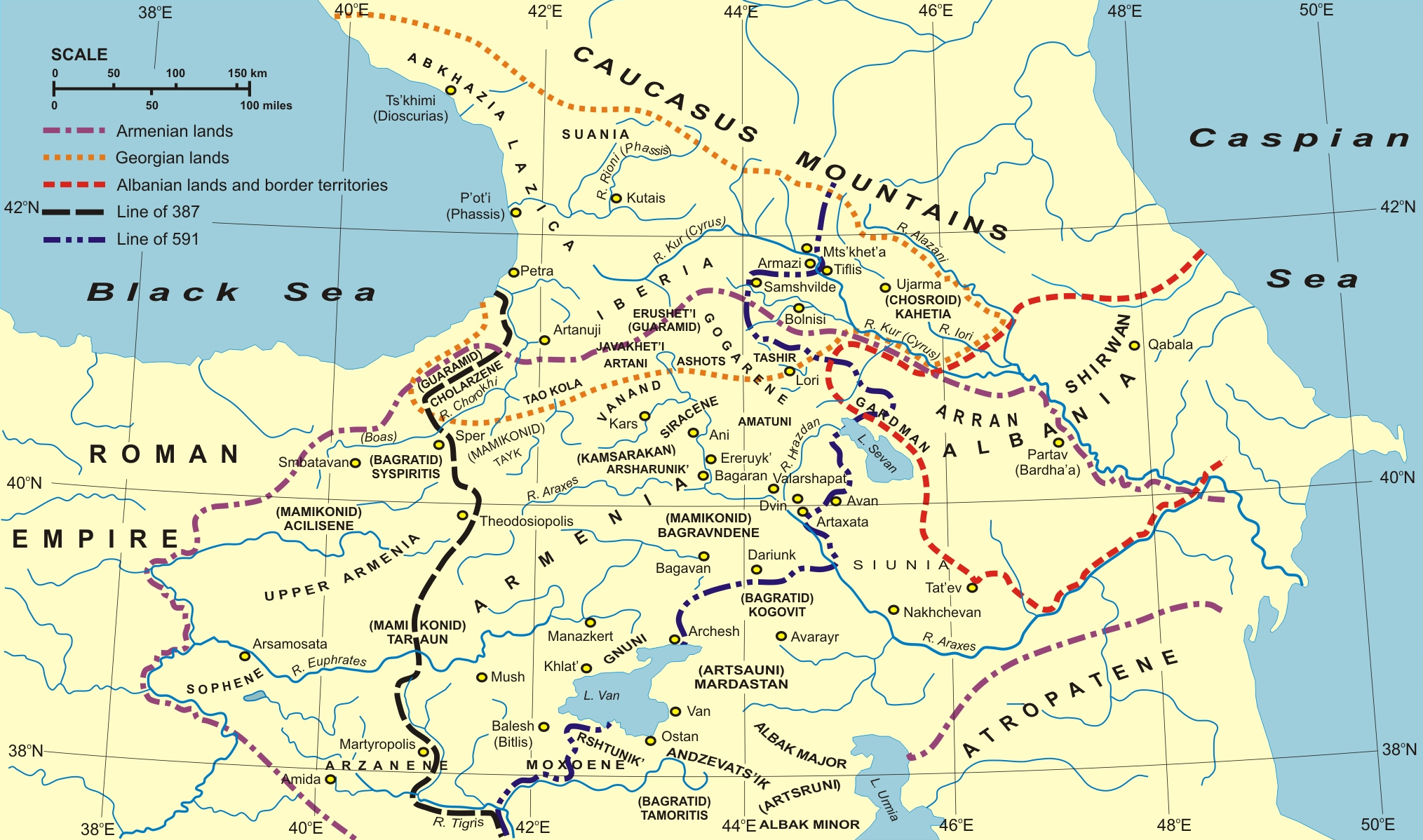
387년 아르메니의 분할 이후의 카프카스 알바니아, 아르차크와 우티크의 아르메니아 속국들이 모두 다 같이 있는 쿠라강(빨간 점선으로 윤곽이 그려진)의 오른쪽 제방을 포함했을 때이다.

알바니아(라틴어: Albānia, 고대 그리스어: Ἀλβανία, 아르메니아어: Աղուանք, 파르티아어: Ardhan, 팔레비어: آران)는 오늘날의 아제르바이잔과 다게스탄 남부를 다스리던 동캅카스의 고대 국가의 이름이다. 현재 발칸반도에 있는 국가의 알바니아와 구분하기 위해서 일반적으로 캅카스 알바니아라고 한다. 이 명칭의 기원은 밝혀지지 않았다.

## 이름
파르티아어 이름은 Ardhan(아르드한), (중세 페르시아어: آران(아르란))이다. 아랍어는 아르-란이다. 토착민들의 언어에서는 이 나라의 이름을 알바니아라고 하지 않았다.
아그 후안크(고전 아르메니아어: Աղուանք(알루안크), 아르메니아어: Աղվանք(아그반크))는 카프카스 알바니아의 아르메니아어 이름이다. 아르메니아의 작가들은 그 이름이 아르메니아어로 우호적인 의 뜻을 지닌 "아그 후"(≪Աղու≫)에서 유래 되었다고 언급한다. 용어 아그 후안크는 다의적이며 아르메니아어 자료들에서는 아르메니아의 지역으로 쿠어와 아락세스 사이의 지역명의 뜻으로 사용되기도 한다.. 후자의 경우에는 때때로 아르메니안 아그 후안크" 또는 "하이-아그 후안크"의 형식으로 사용된다..
그 지역 아르메니아의 역사가로, 오직 거의 완전한 역사적 기록만 남긴 모브세스 카간카드바트시는 캅카스 알바니아의 첫 번째 통치자 아르란 또는 아르한의 애칭이라고 말한, 아란의 인자한 성품을 뜻하는 단어 아그 후(아르메니아어로 상냥한, 순한, 다정한)의 유래어로 아그반크의 이름을 설명한다. 칼란카튀크의 모세스와 다른 고대 자료들은 캅카스 알바니아의 전설적인 창시자의 이름으로, 아니면, 몇몇 번역서에서 노아의 아들 야펫(자펫)의 아들인 알란(알라니)으로 알려진 이란의 부족 이름 까지도로의, 아르란 또는 아르한을 설명한다.. 아베스타의 번역가 자메스 다르메스테르는 아르란과, 현대 이론들에서는 이란의 동부에 그 지역이 위치하는 경향이 있는데도 불구하고, 그가 아락세스-아라라트 지역에 있다고 여기기도 했던, 아이르야나 바에고를 비교한다.

## 지리
전기-이슬람 시대에는, 캅카스 알바니아/아란은 후기-이슬람 아란의 지역보다 넓은 개념이었다. 고대 아란은 오늘날 아제르바이잔 공화국의 대부분의 영토와 다게스탄 영토의 일부를 포함하는 전 동부 트랜스 캅카스를 점령했다. 그러나 후기-이란 시대에는 아란의 지리적 개념이 쿠라강과 아라크강 사이의 영토로 축소되었다.
고대 캅카스 알바니아는 대 캅카스 산맥의 북동부에 있었다. 그 지역은 캅카스 이베리아(오늘날 조지아에서 서쪽으로, 캅카스의 사르마티아에서 북쪽으로, 카스피해에서 동쪽으로, 그리고 쿠라강을 따라서 아르메니아의 동쪽으로 경계를 두르고 있었다.
이슬람 시대에서 알바니아 또는 아란은 고지대와 저지대 카라바흐(아르차크), 밀 평지와 무간 평야의 부분들을 포함하는, 쿠라강과 아라스강이 만나는 형태의, 동부와 산악 지역 저지대의 삼각 지대였으며, 전기-이슬람 시대에는 오늘날 아제르바이잔 공화국과 거의 상응했다.
알바니아의 구역들:
1. 캄비세네
2. 케타루
3. 엘니 / 엑세니
4. 베그흐
5. 샤케
6. 엑솔마즈
7. 카팔라크
8. 함바시
9. 갈라부
10. 헤제리
11. 칼라다슈트

고대 기간 동안 왕국의 수도는 콸발라(카팔라크)였다.
고전 자료들은 기원전 2세기에 아르메니아에 의한 쿠라의 오른쪽 제방의 영토들의 정복 이후에 쿠라강(키로스)이 아르메니아와 알바니아 간의 국경이 되었다는데 일치를 보인다.
알바니아의 최초 영토는 대략 23.000 km2였다.. 기원후 387년 이후의 캅카스 알바니아의 영토는 때때로 학자들에 의해서 약 45,000 km2로 성장한 "대 알바니아" 라고 한다. 5세기에 수도는 우티크에 있던 파르타브로 옮겨졌고, 5세기 중반에 알바니아의 바체 2세에 의해서 건설되었다고 보고되지만, M. L. 차우몬트에 따르면, 아르메니아의 고대 도시가 확장됐다고 했다.
13세기에 작자 미상의 중세 연대보 "아자이입-아드-두니아"에서는, 아란이 너비 30파르사흐(200km), 길이 40파르사흐(270km)였다고 한다. 쿠라강의 모든 우측 제방은 때때로 오늘날 아제르바이잔 공화국의 모든 영토와 다른 시대의 남캅카스의 일부분 만을 둘러싸기도 하며 역사 전체에 걸쳐서 바뀌어 졌다.
중세 이슬람 지리학자는 전반적인 아란과 배르대, 베이라간, 간자와 다른 마을들도 포함하는 아란의 마을들을 묘사했다.

## 역사

### 메디아와 아케메네스조 시대
실제로 적당한 가설에 따르면, 캅카스 알바니아는 메디아 제국에 합병되었다고 한다.. 아주 오래전에 그 지역으로의 페르시아의 침투를 이란 제국의 남부 국경 방어의 필요성과 연관 된다. 아마도 일찍이 아케메네스조 이래로 몇몇 대책들은 침임자들이 캅카스 통과를 막기 위함이었을 것이다. 그러나 다르반드의 토대와 일련의 관문들은 전통적으로 사산 제국에 의해 만들어졌다. 알바니아는 그 시대 후기에 아케메네조 제국에 합병되었고 메디아의 스트라피 통치의 명령권 하에 있었다.

### 헬레니즘 시대

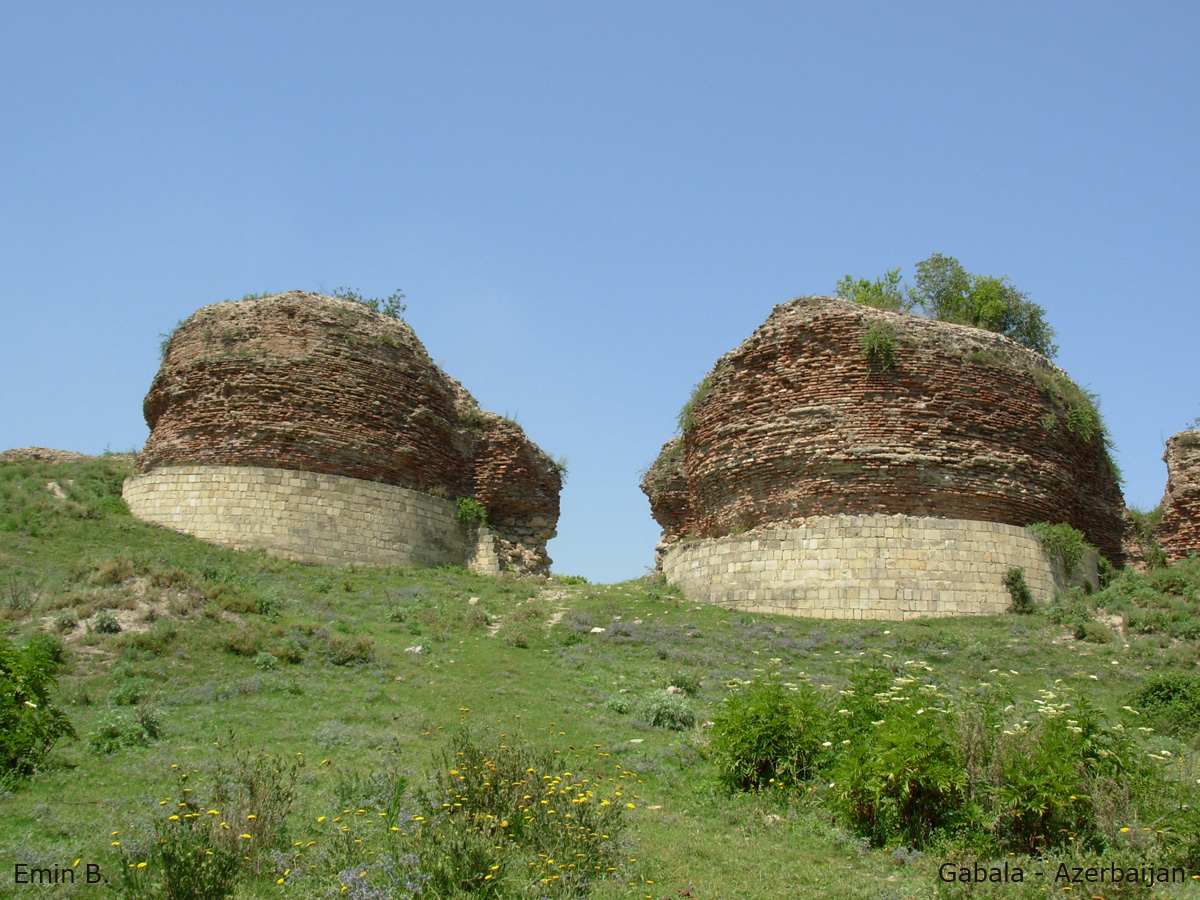
아제르바이잔에 있는 알바니아의 수도 가발라의 폐허가 된 관문

로마의 역사가 아리안은 (아마도 시대 착오적으로) 알바니아, 메데스, 카둣시 그리고 사카에를 아트로파테스의 지휘하에서 치러진 가우가멜라 전투에서 처음으로 캅카스 알바니아를 언급했다.
알바니아 왕국은 기원전 2세기에 성립되었다. 로베르트 휴센에 따르면 그들이 그 곳을 "시대에 맞지 않게"언급했다고 했는데도 불구하고, 알바니아인들은 기원전 331년에 가우가멜라 전투에서 메데아의 스트라피로부터의 참전자들로 처음 언급됐다.
역사에서 알바니아인은 아르메니아의 티그라네스 대왕의 제국(기원전 95~56년)의 속국으로 처음 등장한다. 알바니아 왕국은 남캅카스에서 3국들 중 1국을 형성한 조지아인과 아르메니아인과 마찬가지로, 기원전 2세기 혹은 기원전 1세기에 동캅카스에서 나타났다. 알바니아는 강력한 아르메니아의 종교적이고 문화적인 영향권 아래로 들어갔다.
헤로도토스, 스트라본과 다른 고전 작가들은 카스피인을 반복해서 언급하지만 그들에 대해서 많이 알고 있지는 않은 듯 하다. 그들은 카스피해의 서쪽 해안의 아마르디, 아나리아카에, 아두시, 알바니(아래 참조) 그리고 비티(에라토스테네스 아푸드 스트라보, 11.8.8)와 같은 다른 거주자들과 집단을 이뤘고, 그들의 땅(카스피네)는 알바니아의 지역(테오파네스 미틸레나에우스 아푸드 스트라보, 11.4.5)이 되었다고 전해진다.
기원전 2세기에 알바지아의 지역들은, (오론트조 아르메니아의 고대 지역이었을 가능성이 있는데도 불구하고) 아마도 메테스로 부터인듯한, 아르메니아 왕국에 의해 정복되었다.
아르메니아 정복 이전의 쿠라의 우측 제방에 있던 영토들의 토작 인구는 다양한 원주민들로 구성되었다. 고대 연보는 알트사흐, 우티크의 지역들을 포함하는 그 구역들에 거주했던 여러 민족들의 이름을 제공한다. 민족명은 우티족, 미키족, 카스피족, 가르가리아족, 사카세니족, 겔리족, 오디족, 루페니족, 발라스(악)카니족, 페르시아인 그리고 파르라시아인이다. 로베르트 H. 휴센은 그 부족들이 "아르메니아의 기원임은 확실치 않다."고 했으며, "확실히 이란인들이 페르시아와 메디아의 오랜 통치기간 동안 그 지역에 정착했음이 분명하고, 대부분의 토착민들은 인도-유럽인 조차도 아님이 틀림없다." 고 하였다. 그는 쿠라의 우측 제방의 다양한 민족들이 "매우 아르메니아화되었으며 그들중 많은 사람들이 사실상 아르메니아인 이라함은 그 차제로도(per se) 의심할 수 없다."고 평가했다. 쿠라의 우측 제방을 387년에 캅카스 알바니아가 차지했을 당시, 그 지역의 많은 사람들은 여전히 독특한 민족적 본질의 근거가 되고 있다.

### 로마 제국

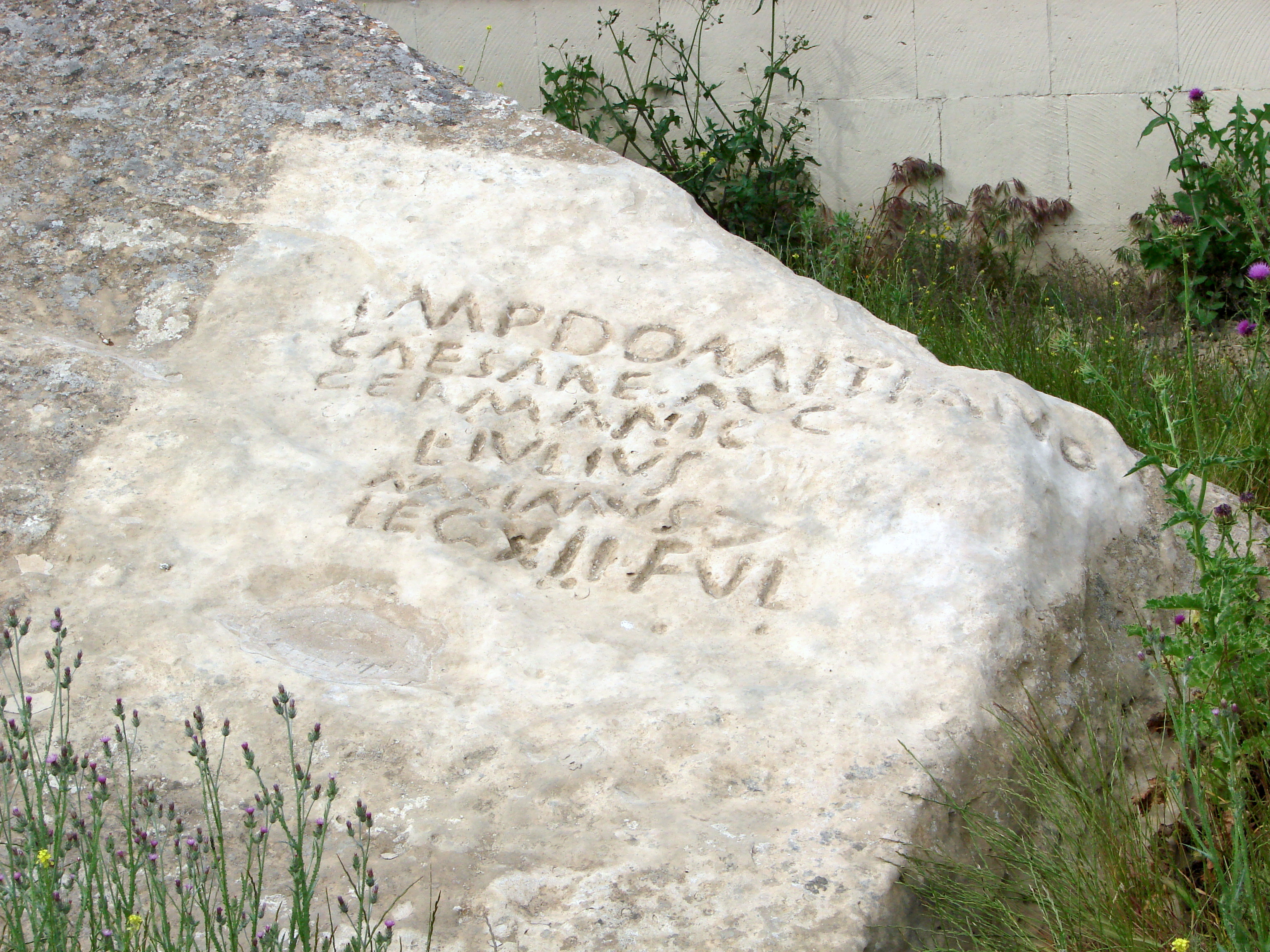
풀미나타 제12군단이 남긴 고부스탄에 있는 로마의 석비문

알바니아와 고대 로마의 관계는 지속되었다.
라틴어 석비문은 풀미나타 제12군단이 알게 된 세계의 가장 동쪽에 있는 로마의 흔적 이라고 언급한 고부스탄의 보유크다시 산과 가깝다. 알바니아에서, 로마는 처음으로 카스피해에 다다랐다.
로마 동전은 3세기 말까지 캅카스 알바니아에서 통용되었다. 클로디우스와 카이사르에 의해 주조된 2 데나리우스가 기원전 2세기의 지층에서 발견되었다. 아우구스투스의 동전은 도처에서 발견된다. 콰발라 보물은 오토, 베스파시아누스, 트라야누스, 하드리아누스의 데나리를 드러냈다.
기원전 69~68년에, 아르메니아의 통치자 티그라네스 2세를 이기게 된 루클루스는 압카스 알바니아의 가장자리에 접근했고 폼페이우스 덕에 번영했다.
기원전 66~65년의 겨울이 지나고, 폼페이우스는 이베리아 군사 작전에 착수했다. 그 작전은 참전했던 미틸레네의 테오파네스의 기록으로 스트라본에 의해 보고되었다. 카밀라 트레베르의 증거에 의하면, 폼페이는 오늘날 아제르바이잔의 콰자흐 라욘에 있는 알바니아의 경계에 도달했다고 한다. 이그라르 알리예프는 캄비세네라고 불리는 그 지역에 그 때의 많은 사람들이 거주했다고 제시했다. 폼페이우스가 알라잔 강을 건널 때, 그는 알바니아의 왕인 오로에제스의 군대에게 공격받았으며, 마침내는 그들에게 패했다. 플루타르코스에 따르면, 알바니아인들은 "이름이 코시스인 왕의 형제의 지휘하에 있었으며, 코시스는 전투가 4/4 말이 되자마자 자신은 폼페이우스를 향해 돌격했고 투창으로 흉부갑의 접힌 부위를 가격했다. 그러나 폼페이우스는 시체를 짓밟고 코시스에게 달려와 그를 죽였다."라고 한다. 플루타르코스는 "전투 후에, 폼페이는 파스피해로 전진하기 시작했지만, 그가 3일도 안될 만큼 행군했을 때 대량의 치명적인 파중류들 때문에 뒤돌아 소 아르메니아로 철군했다."라고 보고하기도 했다.. 알바니아의 초창기 때 왕들은 지방 부족민 귀족의 대표였음이 확실하다. 그들의 비-아르메니아식이고 비-이란식 이름들(그리스어 자료에서의 오로에제스, 코시스 그리고 조베르)이 그 사실을 입증한다.
로마의 통치 기간의 캅카스 알바니아의 인구는 북동캅카스어 또는 남캄카스어 언어족에 속해있었다고 믿어진다.. 스트라본에 따르면, 알바니아인은 쿠라강의 북쪽에 살던 26 부족의 집단이며 그들은 각각 자신들의 왕과 언어가 있었다고 한다. 기원전 1세기전에 때때로 그들은 단일 왕국으로 연합했고 한명의 왕에 의해 통치되었다.
스트라본은 기원전 1세기의 캅카스 알바니아를 서술하기를 :
| “ | 요즈음에는, 실로, 한면의 왕이 모든 부족들을 통치하지만, 옛날의 여러 부족들은 그들의 다양한 언어들에 따라서 자신들의 왕에 의해 따로따로 통치받았다. 그들은 26가지의 언어들이 있었다. 왜냐하면 그들은 또 다른 부족과 교류할 기회가 없었기 때문이다. | ” |

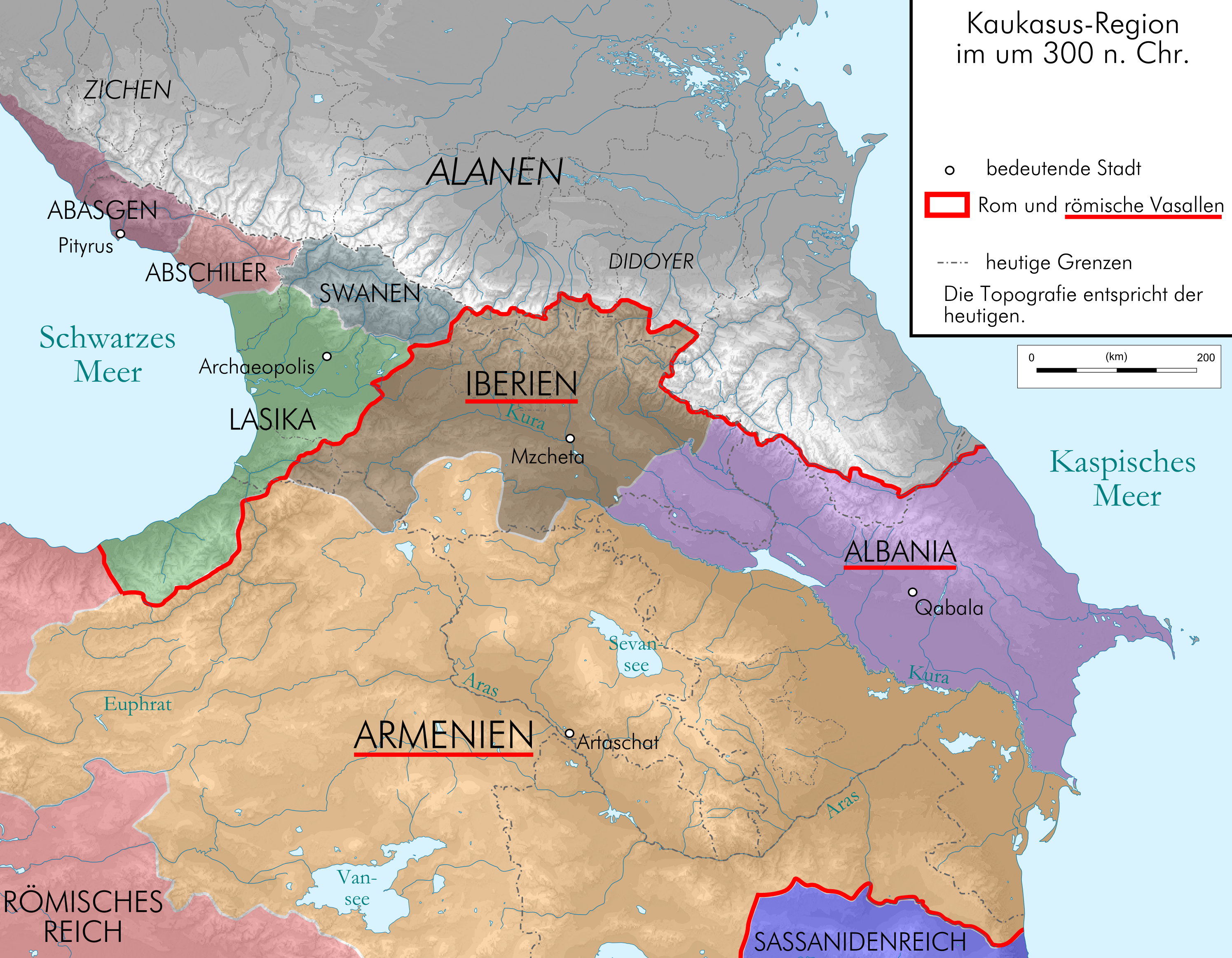
300년경에 캅카스 알바니아는 로마 제국에 종속되어 있었다.

1899년에 은 도금 양식의 로마 금속 공예는 인근 콸라가흐의 아제르바이자니 마을까지 파고들었다.
보유크다시의 밑지역(바쿠에서 70km)의 남동부 근처의 석비문은 아제르바이잔의 고고학자 이샤그 자파르자데흐에 의해 1948년 6월 2일에 발견되었다. 그 전설은 IMPDOMITIANO CAESARE·AVG GERMANIC L·IVLIVS MAXIMVS> LEG XII·FVL이다. 그 전설에서 도미티아누스의 명칭은 84~96년에 일어난 행군과 관계가 있다. 비문은 러시아의 전문가 예프게니 파코모프에 의해 연구되었는데, 그는 연합 군사 작전이 데르벤트 관문을 통제하기 위해서 착수되었으며 풀미나타 제12군단이 상설 기지인 말리테네나 그 전부터 이동했을지도 모르는 아르메니아에서부터 행진해 나갔다고 가정했다. 파코모프는 그 지역이 아라스강을 따라 잇따르는 거점으로 진출했다고 가정한다. 후기 번역본은 1956년에 출판되었고, 그 지역이 그 때에 들어 카파도키아에 배치되고 있고 그런데 동방의 통자자와의 회담하기 위해 로마의 지휘관은 평소에 백인대 대장을 파견하고 있었기 때문에 백인대 대장은 얼마간의 외교 사절단으로 알바니아에 머물렀을 가능성이 높다고 평가 했다.
1952년에 아우구스투스의 12 데나리우스 발굴되었다. 1958년에 사막시 발견물에서 약 82년경의 동전 1데나리우스가 드러났다.
로마 황제 하드리아누스(117~138)의 재위 동안에 알바니아는 알란족과 이란계 유목민 무리들에게 침입을 당했다. 그 침입은 로마와 알바니아와의 동맹을 촉진했고 140년에 안토니누스 피우스에 의해 동맹이 강화되었다. 사산인들은 240년 쯤에 그 지녁에 나타났지만 몇 년 후에 로마 제국이 캅카스 알바니아의 통제권을 되가졌다.
확실히, 297년 니스비스 조약은 캅카스 이베리아와 알바니아 전역을 로마가 보호한다는 재성립을 명시했다. 그러나 50년이 지난 후의 로마는 그 지역을 잃었고 그 이래로 사산 제국의 통합된 지역으로 남게 되었다.

### 파르티아 시대
파르티아의 통치 하에서, 그 지역에 이란의 정치와 문화적 영향은 증가되었다. 로마의 산발성의 종주국일 지라도, 나라는 아르사크조 가문 계통 사람들이 군림하는 이베리아(동조지아)와 (캅카스) 알바니아의 모둔 아르사케스 가문 연방의 현재 지역이었다.. 문화적으로, 아르탁시아드 통치 때, 헬레니즘의 우세는 현재 "이란주의"에 이끌렸고, 징후에 관해서, 과거 그리스어 대신에 파르티아어가 교육받은 사람들의 언어가 되었다.. 그 시대에서의 침략은 134~146년 사이에 알란족에 의해 일어났으며 카파도키아까지 침투하며 알바니아, 메디아, 아르메니아를 공격했다. 그러나 볼로가세스는 그들에게 철수하도록 설득했는데, 아마도 그들에게 돈을 줬을 것이다.

### 사산조 시대
252~253년에, 캅카스 알바니아는 캅카스 이베리아와 대 아르메니아를 따라서, 사산조 제국에 정복되고 합병되었다. 알바니아는 사산 제국의 종속국이 되었지만, 군주권은 유지했다. 알바니아의 왕은 아무런 실제 권력이 없었고, 대부분의 내정, 종교 및 군사 권한을 영토안에 사산조 마즈반(군사 통치자)와 함께 갖고 있었다.
로마는 약 300년경에 몇년 동안의 종속국으로의 캅카스 알바니아의 통제권을 다시 획득했지만, 그 후 얼마 못가 사산조가 아랍의 침입 전까지 몇 세기 동안 그지역을 다시 지배했다.
알바니아는 나크시-에 루스탐에 있는 샤푸르 1세의 3개 국어로 된 비문에 기록된 사산의 속국에 섞여 언급된다.
4세기 중반에는 알바니아의 왕 우르냐르가 아르메니아에 도착했고 계몽자 그레고리우스에게 세례를 받았지만, 기독교는 알바니아에 서서히 퍼질 뿐이었고, 알바니아의 왕은 사산조에 대한 충성을 유지하였다. 알바니아가 비잔티움과 페르시아로 분할(387년)된 후에, 알바니아는 사산조의 도움으로 아르메니아로부터 아르차크와 우티크를 포함하는 쿠라강에서 아락세스강으로의 모든 우측 제방을 포위할 수 있었다.
사산의 왕 야즈데게르드 2세는 그의 제국을, 기독교인들이 그 때의 최근에 기독교를 국교로 채택한 로마 제국과 동맹을 맺을까봐 두려워, 조로아스터교로 개종시키기 위해 제국내의 모든 기독교인들이 요구하는 칙령을 통과시켰다. 아르메니아 귀족들의 상당수가 알바니아의 산악 지방으로 피신했고, 특히 아르차크는 사산조 페르시아에 저항하기 위한 중심지가 되었다. 알바니아 왕국의 종교 중심이 거기로 옮겨지기도 했다. 그러나 야즈데게르드 2세와 인척 관계인 알바니아의 왕 바체는 사산 제국의 공식 종교로 개종하기를 강요받았지만, 곧바로 기독교로 되돌아갔다.

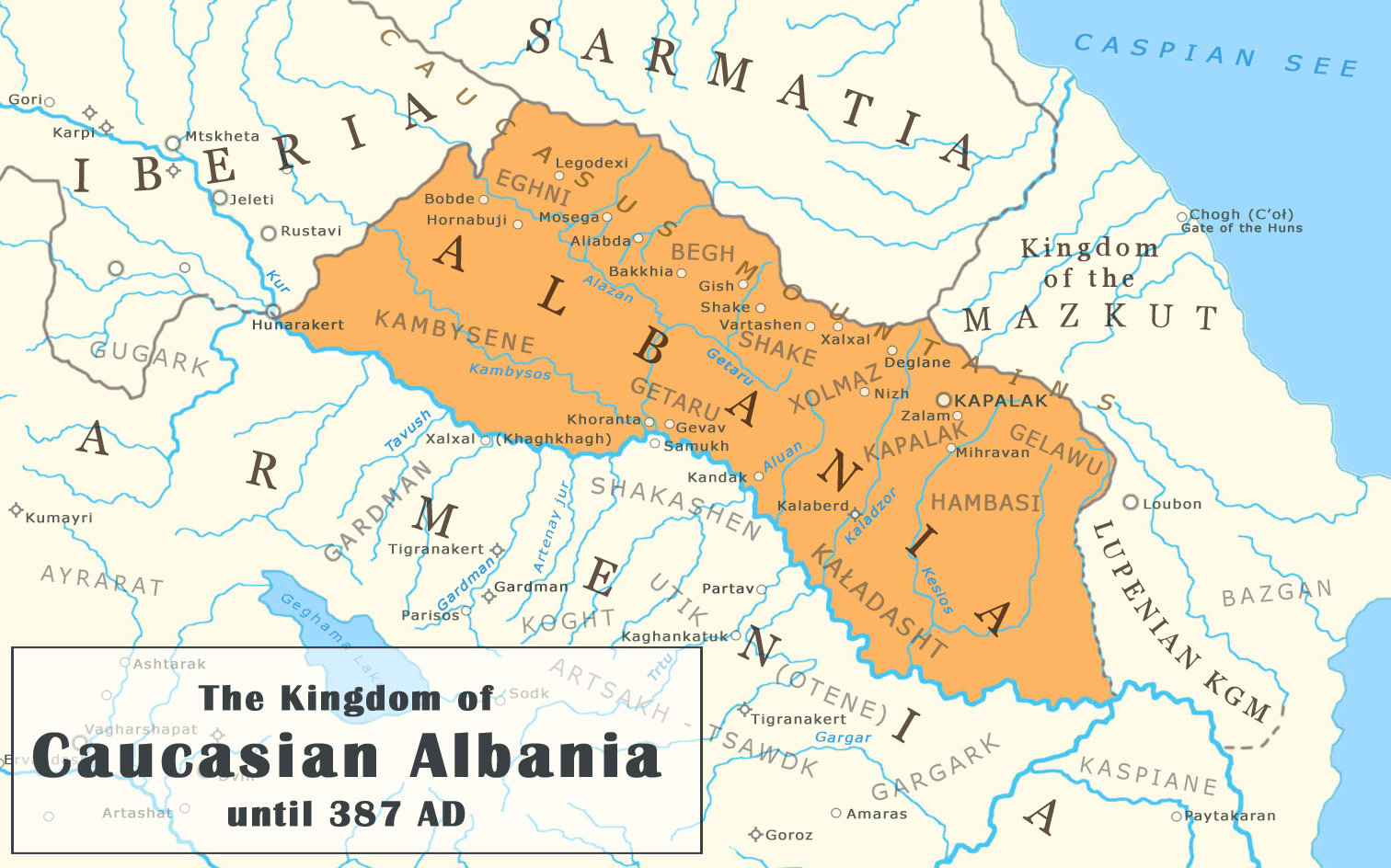
387년까지 캅카스 알바니아의 국경

5세기 중반에 페르시아의 왕 페로즈 1세 바체는 우티크에 처음에는 페로자바드, 나중에는 파르타우 그리고 베르데라고 불린 도시를 건설했고, 그 도시를 알바니아의 수도로 만들었다. 파트타우 르타우는 알바니아의 왕과 페르시아의 마즈반의 왕권 소재지였고 알바니아의 총주교좌가 파르타우로 옮겨지기도 했다.
바체가 죽은 후, 알바니아는 30년 동안 왕이 없는채 방치되었다. 사산의 발라시는 야즈데게르드의 아들과 그 전의 왕 바체의 형제를 바차간으로 만들어 알바니아 군주국을 재건했다.
5세기 말에 들어, 파르티아의 통치 왕조의 한 갈래인, 옛 알바니아의 아르사크 왕족 가문은 멸하였고, 6세기에 사산조 혈통을 요구하는 페르시아 또는 파르티아 미흐란조 가문의 왕자에 의해 대체되었다. 그들은 아란샤흐(예를 들어, 알바니아의 페르시아식 이름, 아란의 샤흐)의 칭호로 가장하였다. 통치 왕조는 그들의 페르시아의 창시자이고 사산조와 가까운 친척인 미흐란 이후에 이름 붙여졌다. 미흐란 왕조는 821~822년까지 무슬림 종주국 하에서 생존했다.
6세기 후반 ~ 7세기 초반에 알바니아의 영토는 사산조 페르시아, 비잔티움과 하자르 카가나테의 시합장이 되었는데, 후자의 2 세력들은 자주 동맹을 맺었다. 628년 제3차 페르시아-튀르크 전쟁 기간에, 하자르가 알바니아를 침입했고 그들의 지도자 지에벨은 스스로를 알바니아의 군주로 선언하여, "페르시아 왕국 땅의 측량과 일치하는 지역에" 상인들과 쿠라강과 아락세스강의 어부들에게 세금을 부과했다. 대부분의 트랜스캅카스는 아랍이 도착하기 전에는 하자르의 통치 아래 있었다. 알바니아의 왕들은 지역 권력자에게 공물을 진상하며 그들의 통치를 지탱했다. 페테르 골덴에 따르면 "오래 지속되는 정착에 대한 확고한 보장이 전혀 없는데도 불구하고, 투르크의 노마드로 부터의 지속적인 압박은 카사흐 시대에 전형적인 것이었다."고 한다. 반면에 블라디미르 미노르스키는 이슬람 기간을 평가하기를 "샤르반과 샤크키 사이에 위치한 콰발라 마을은 아마도 하자르가 정착한 장소였을 것이다."라고 했다.

### 기독교
알바니아의 다신론적 종교는 3가지 신성을 숭배하는데 중심이 있었고, 솔, 제우스, 루나와 같은 해석의 로마나에 의해 의미였다.
모브세스 카그한카타바시에 따르면, 기독교는 1세기 동안만큼 일찍이 고대 시대에 캅카스 알바니아에 전래되기 시작했다고 한다. 그 지역의 첫 번째 기독교 교회가 (현 시대에 키시가 있다고 믿어지는) 기스라고 불리는 곳의 에데사의 타데우스의 제자인 성 엘리세우스에 의해 세워졌다. 498년에(다른 자료들에는 488년에) 아루엔(아그 후엔)(오늘날 아제르바이잔의 아그담 지역)으로 이름지어진 정착지에서, 알바니아의 교회 회의가 알바니아에서 향후에 기독교의 입지를 굳건히 하는 법률을 채택하기 소집됐다.
알바니아의 교인들은 캅카스와 폰티크 지역에서 선교의 노고에 참여했다. 682년에, 카톨리코스, 이스라엘 (캅카스 알바니아의 주교)은 알르프 일루에투에르와 남캅카스 훈족의 통치자의 개종에 실패한 파견단을 이끌었다. 알바니아의 교회는 성지에서 수도원들의 수를 유지했다.
705년 네르세스 타도 후에, 캅카스 알바니아의 상류층은 590년 전과 같이 아르메니아의 총주교를 통하여 임명된 그들의 카톨리코이를 지니는 전통을 재성립하기로 결정했다. 그 사상은 일반적으로 캅카스 알바니아의 교회의 폐지라고 간주됐고, 아르메니아 사도교회의 형체에 속한 수좌 주교구의 교회로 종파의 위상 격하라고도 여겨졌다.

### 이슬람 시대
사산조령 알바니아는 7세기 중반에 이슬람의 페르시아 정복으로 함락되어 라시둔 칼리파국로 합병됐다. 미트란 왕조에서 가장 유명한 알바니아의 왕 자반시르는 사산조 이란의 편에서 칼리프 우스만 아랍의 침입에 대항하여 싸웠다. 남쪽의 아랍의 침입과 북쪽의 하자르의 공격으로 위협을 느낀 자반시르는 칼리프의 종주권을 승인해야 했다. 그 후에 아람은 한명의 통치자 하로 아르메니아를 재통합했다.
8세기에 쯤에, "알바니아"는 엄격히 지리적 의미로, 그리고 명목상 교회의 의미로 축소되었고, 보통 말하는 중세 아르메니아 역사가들에 의해서 참조되었다. 그 곳의 공국들 수는 다양한 캅카스인, 이란인 그리고 아랍인 공국들인 샤다드조 공국, 시르반 공국, 데르벤트 공국을 따라 아르메니아 공국과 하첸 왕국의 수와 같이 들쑥날쑥 했다. 대부분의 지역은 890~929년에 아제르바이잔의 사지드 왕조에 의해 통치받았다. 그 당시에 그 지역은 화폐와 역사적 증거의 기반이 된 아르메니아의 아바스조 속국 이었다.
그 때의 초기 무슬림 통치 왕조들은 라와드조, 사지드조, 살라르조, 샤다드조, 시르반샤흐, 셰키 그리고 티플리스 토후국들을 포함했다. 중세 초기 시대에 아란의 주요 도시들은 베르데(파르타브), 간자였다. 베르데는 10세기에 다다라 두드러졌고 주조 동전의 보관을 위해 사용되었다. 베르데는 10세기에 루스와 노르세에게 여러번 약탈당해서 루스의 카스피 원정의 결과가 있게 했다. 베르데는 그러한 급습들 이후에는 절대로 재기할 수 없었고 베이라콴이 수도로 바뀌었고, 1221년에는 수도는 몽골에 의해 차례차례 약탈 당했다. 그 뒤에는 간자가 현저하게 떠오르고 그 지역의 중심 도시가 되었다. 샤다드 왕조의 수도인 간자는 그들의 통치 기간 동안에 "아란의 어머니 도시"로 여겨졌다.
아란의 영토가 일데기즈 왕국에 이어, 셀주크 제국의 일부분이 되었다. 그 영토는 콰리즘에 의해 짧게 지배되고 그 뒤에 13세기에는 몽골 훌라구 제국이 급속히 퍼졌다. 후일에, 그 지역은 추판조, 잘라이르조, 티무르조 그리고 사파비조 왕국의 일부가 되었다.

### 민족기원
캅카스 알바니아인이 4세기에 기독교인이 된 다음에, 서부의 인구는 서서히 현대 아르메니아인의 조상들과 동질화되었으며, 캅카스 알바니아의 동부는 회교화되었고 이란족과 그 후에는 투르크족(현대 아제르바이자니)에 흡수되었다. 그 집단에서 소수의 나머지 인구는 자주적으로 계속하여 실재하며, 우디인이라고 알려져 있다.
캅카스 알바니아의 전기-이슬람 인구는 아제르바이잔인, 아르메니아인, 나그르노-카라바흐, 카케티아의 조지아인, 라크족, 레즈긴족, 다게스탄의 차쿠르를 포함하는 다수의 현대 민족성을 지닌 민족 형성에 역할을 한 것같다.

### 종교
아랍의 정복 활동과 칼케도니아의 위기는 캅카스 알바니아 교회의 통렬한 분열로 이르게 했다. 8세기부터 시작되어, 많은 지역 인구는 대규모 이슬람화를 겪었다. 11세기경에 캅카스 알바니아 기독교의 신조였던 파르타우, 차발라 그리고 샤키에 벌서 심의 기관에서 보내온 모스크들이 있었다.
그 이슬람화된 집단들은 후일에 현재의 아제리인을 형성한 레즈긴 차후르 또는 투르크족과 이란족의 혼혈 인구로 알려졌다. 반면에 기독교에 남아있는 사람들은 차츰 아르메니아인으로 흡수되고, 또는, 그들의 민족으로 실재를 계속하고 우디족으로 알려졌다.
헤레티의 캅카스 알바니아의 부족들은 10세기에 헤레티의 여왕 디나르에 의해 동방 정교회로 개종했다. 그 작은 공국들의 종교 사무들은 지금은 공식적으로 조지아 정교회에 의해 관리된다. 1010년에, 헤레티는 이웃 조지아의 카케티 왕국으로 흡수됐다. 마침내는 12세기 초반에, 그 땅들은 그들의 조지아인화의 절차를 완료한 건설자 다비드의 통치 하의 조지아 왕국의 지역이 되었다.

## 문자와 언어

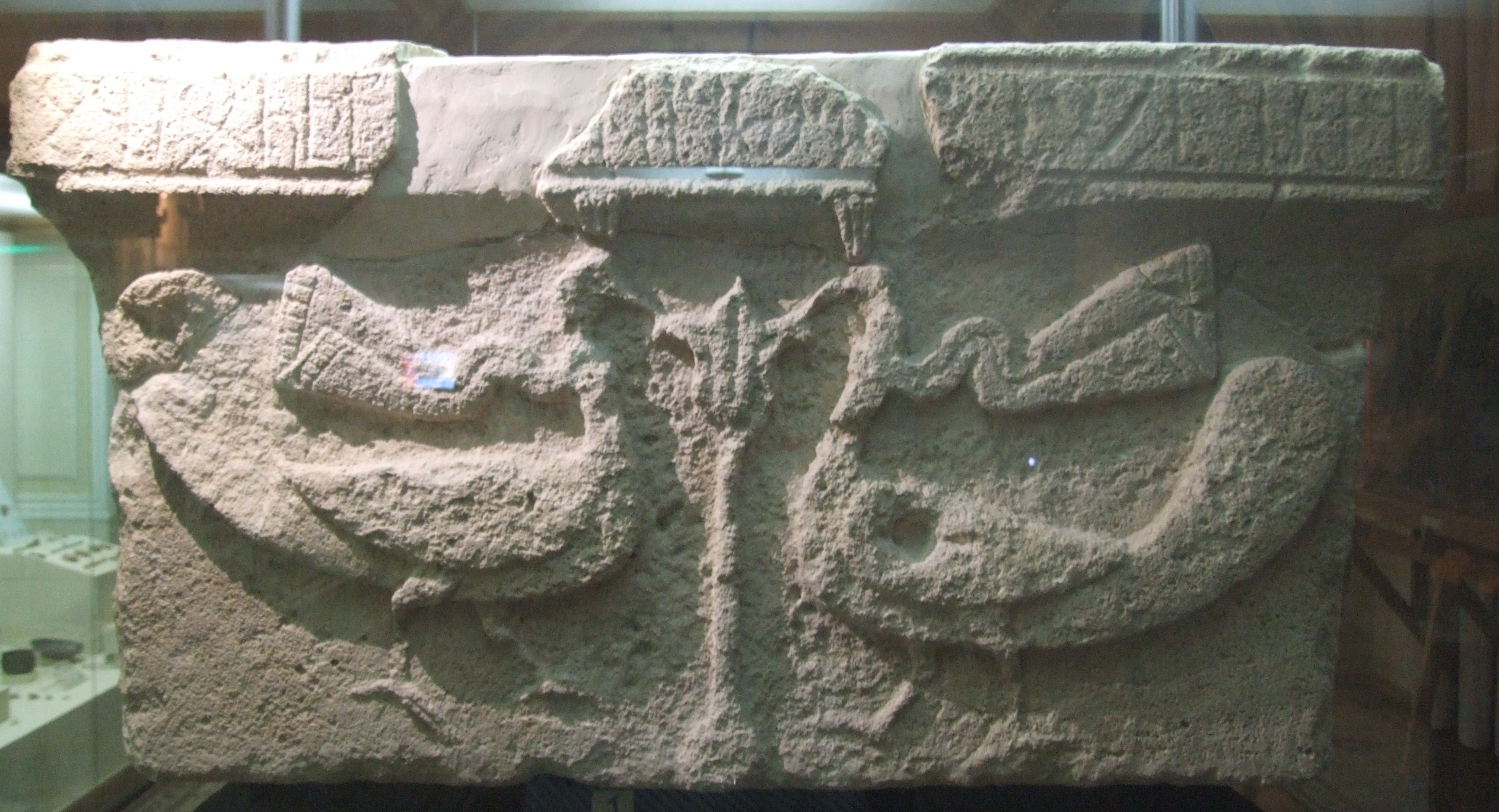
아제르바이잔의 밍가체비르에서 발굴된 캅카스 알바니아어가 새겨진 기독교 교회의 약 7번째 기둥머리. 기둥머리는 오늘날 오늘날 아제르바이잔 국립 역사 박물관에 전시 보존되고 있다.

52 글자가 있는 캅카스 알바니아 알파벳의 몇가지는 아르메니아어 또는 조지아어 철자와 유사한 형태를 띄며, 15세기 때 부터의, 적은 수의 원고와 비문을 통해 생존해 왔을 뿐이다. 알파벳은 옛 우디 대본으도 알려져 있는 이유로, 동시대의 우디어의 초기 공연인 옛 우디를 기록했다.
대본은 15세기부터 아르메니아어 원고에서 살아남았고, 1937년에 일리아 아불라제에 의해 마테나다란 7117번이 첫 번째로 출판되었다. 그것은 언어 참고서이며 마르메니아어, 그리스어, 라틴어, 시리아어, 조지아어, 콥트어 그리고 캅카스 알바니아어를 비교할 수 있는 현존하는 다른 알파벳이다. 그 알파벳의 제목은 "알루아닉 김 에"(아르메니아어: Աղուանից գիրն Է, "이 글자들은 알바니아의 철자들이다."의 뜻)이다.
모브세스 카간카트바트지에 따르면, 캅카스 알바니아 알파벳은 아르메니아의 수사, 신학자, 언어학자 그리고 아르메니아 알파벳의 발명가인 메스롭 마시도트가 남긴 유산이라고 한다. 성 메스롭의 제자 코리운의 저서 마슈토트의 생애에 이렇게 기록되어 있다.
그 다음에 그들이 왔고 알바니아 이름으로 벤자민인 늙은 남자를 찾아왔다. 그리고 그[메스롭]은 알바니아 언어의 야만적인 말투에 대해서 물어보고 연구했고, 그리고 나서 그의 일상을 통해 하느님이 주신 열정 가득한 마음으로 철자를 발명했으며, 게다가 그는, 그리스도의 은총을 통해서 철자를 순서대로 조합해 놓았다.

다른 언어와 뚜렷히 구별되는 캅카스 알바니아어는 이슬람 시대 초기까지 지속되었고, 무슬림 지리학자 알-마카다시, 이븐-하우콸 알-이스타크리는 10세기에 나라의 수도 베르데와 나머지 지역들에서 그 때에도 말했던 그들이 아란어로 부르는 언어라고 기록했다. 우디어는 아제르바이잔에서 그리고 조지아에서도 거의 8천명이 그 언어로 말하며, 그 8천명은 캅카스 알바니아에서 한때 사용되었던 언어로 말하는 마지막 생존자들이다.

## 같이 보기
- 시르반
- 아르차크
- 아제르바이잔인의 기원
- 로마의 아제르바이잔

## 참고 문헌
- (이탈리아어) Marco Bais Albania caucasica: ethnos, storia, territorio attraverso le fonti greche, latine e armene. Mimesis Edizioni. Roma, 2001 ISBN 88-87231-95-8
- (러시아어) Movses Kalankatuatsi. The History of Aluank. en:Translated from Old Armenian (Grabar) by Sh.V.Smbatian, Yerevan, 1984.
- (영어) Koriun, The Life of Mashtots, translated from Old Armenian (Grabar) by Bedros Norehad.
- (언어 오류(ge)) Movses Kalankatuatsi. History of Albania. Translated by L. Davlianidze-Tatishvili, Tbilisi, 1985.
- (러시아어) Movses Khorenatsi The History of Armenia. en:Translated from Old Armenian (Grabar) by Gagik Sargsyan, Yerevan, 1990.
- (영어) Ilia Abuladze. About the discovery of the alphabet of the Caucasian Albanians. - "Bulletin of the Institute of Language, History and Material Culture (ENIMK)", Vol. 4, Ch. I, Tbilisi, 1938.